# 그리스인
그리스인(그리스어: Έλληνες), 또는 헬라스 사람은 그리스와 키프로스 및 인접 지역에 뿌리를 둔 민족 및 그 혈통으로, 이들 지역 뿐 아니라 디아스포라로 전 세계에 분포하고 있다.. 또 다른 의미로는 그리스의 국민(시민권자)를 말하기도 한다.

## 개요
그리스인은 역사상으로 그리스의 공동체는 지중해 전역에 널리 퍼져 있었으나, 그리스 사람들은 고대부터 그리스어를 쓰던 에게해 주변 지역에 집중되어 있었다. 20세기 초까지 그리스 사람들은 그리스 반도와 소아시아 서부 해안, 폰토스, 이집트, 키프로스, 콘스탄티노폴리스에서 단일 집단으로 모여 살았는데, 이들 지역 상당수는 11세기 비잔티움 제국의 영토와 동부 지중해의 고대 그리스 영토와 일치한다.
그리스-터키 전쟁 (1919년-1922년) 이후 그리스와 터키의 대규모 인구 교환으로 그리스 민족 대부분이 현대 그리스 국가와 키프로스 국경 안쪽으로 옮아와 모여 살게 되었다. 남부 이탈리아와 캅카스 지방에서도 그리스 민족 집단이 있으며, 여러 나라에 그리스 디아스포라 집단이 있다. 오늘날 그리스인의 대부분은 최소한 명목상으로나마 그리스 정교를 신봉하고 있다.

## 같이 보기
- 그리스의 역사